# Durchführungskompetenz
Durchführungskompetenz (oder Ausführungskompetenz) sind in der Organisationslehre Rechte und Befugnisse, die einem Aufgabenträger zur Erfüllung der ihm übertragenen Aufgaben eingeräumt werden. Gegensatz ist die Führungskompetenz. Auch die Rechte und Pflichten, die die Bundesländer bei der Ausführung von Bundesgesetzen übernehmen, werden im öffentlichen Recht Ausführungs- oder Durchführungskompetenz genannt.

## Allgemeines
Das Kongruenzprinzip der Organisation verlangt, dass dem Aufgabenträger zu den ihm übertragenen Aufgaben auch angemessene Kompetenzen eingeräumt werden, damit er auch Verantwortung für die zielorientierte Aufgabenerfüllung übernehmen und Rechenschaft ablegen kann. Durchführungskompetenzen betreffen sowohl Mitarbeiter mit ausführender als auch mit leitender Tätigkeit, wobei letztere überwiegend Durchführungskompetenzen mit höherem Autonomiewert eingeräumt bekommen. Nach Erich Kosiol besitzen die untersten Stellen und Aufgabenträger Ausführungskompetenz und tragen die volle Verantwortung für die eigenen Aufgaben.

## Arten
Durchführungskompetenzen setzen sich nach ihrem aufsteigenden Autonomiewert aus Ausführungs-, Verfügungs-, Antrags-, Entscheidungs-, Richtlinien-, Mitsprache-, Anordnungs- und Vertretungskompetenz zusammen. Ausführungskompetenzen erlauben dem Aufgabenträger, in den ihm zugewiesenen Aufgaben tätig zu werden, wobei er innerhalb eines festgelegten Rahmens Arbeitsrhythmus, -methode und -zeit selbst bestimmen darf. Die Verfügungskompetenz gestattet ihm die Anforderung von und Verfügung über Betriebs- und Hilfsstoffe (Maschinen, Werkzeuge, Büromaterial oder Informationen), die sich außerhalb des eigenen Arbeitsplatzes befinden und zur Erledigung einer Arbeitsaufgabe dienen. Die Antragskompetenz räumt ihm das Recht ein, Anträge auf zu treffende Entscheidungen an hierzu befugte Instanzen zu stellen, was in der Erstellung einer Entscheidungsvorlage münden kann. Entscheidungskompetenzen betreffen im Rahmen der Durchführungskompetenz als situative Eigenentscheidungen lediglich den eigenen Ausführungsbereich. Bei Führungskräften hingegen sind sie dadurch gekennzeichnet, dass sie einem Entscheidungsträger das Recht einräumen, auch konstitutive Fremdentscheidungen unter unvollkommener Information mit dem höchsten unternehmerischen Risiko zu treffen. Die Richtlinienkompetenz als spezifische Entscheidungskompetenz legt fest, dass der Stelleninhaber Richtlinien an nachgeordnete Bereiche erlassen darf. Bei der Mitsprachekompetenz wiederum darf eine Stelle nur dann entscheiden, wenn sie eine andere Stelle zuvor konsultiert und diese positiv votiert hat. Die Anordnungskompetenz bestimmt, welche Stelle Anordnungen oder Weisungen erteilen darf. Die Vertretungskompetenz schließlich betrifft das Recht, andere Stelleninhaber bei deren Verhinderung zu vertreten oder entfaltet Außenwirkung, weil sie dem Inhaber das Recht zuweist, die Organisation (Unternehmen, Behörde) nach außen rechtswirksam zu vertreten, bestenfalls mit Vertretungsmacht wie Prokura oder Handlungsvollmacht verbunden.

## Öffentliches Recht
Unterschieden wird zwischen Regelungs- und Ausführungskompetenz. Während die Regelungskompetenz die Gesetzgebung betrifft, umfasst die Ausführungskompetenz die Verwaltung, Planung und teilweise die Organisation der Verwaltungsbehörden. Bei den öffentlichen Aufgabenträgern handelt es sich um Institutionen, denen durch Gesetz oder Satzung bestimmte öffentliche Aufgaben zugewiesen wurden. Diese Aufgabenträger bilden einen Teil des passiven Finanzausgleichs, der aus der Abgrenzung öffentlicher Aufgaben und Aufgabenträgern sowie in der Verteilung dieser Aufgaben auf die Aufgabenträger besteht. Im Regelfall liegen Durchführungs- und Entscheidungskompetenz kongruent beim selben Aufgabenträger. So besitzt das Sozialamt die Durchführungskompetenz für die Sozialhilfe und setzt seine Entscheidungskompetenz durch Verwaltungsakte um.
Die Art. 83 ff. GG sind mit „Die Ausführung der Bundesgesetze und die Bundesverwaltung“ überschrieben. Danach führen die Länder die Bundesgesetze im Regelfall als eigene Angelegenheit aus. Bei dieser Ausführungskompetenz handelt es sich um das Recht bzw. die Pflicht, öffentliche Aufgaben unter Berücksichtigung der vom Entscheidungsträger geforderten Intensität zu erfüllen. Dazu gehört gemäß Art. 84 Abs. 1 GG die Einrichtung der Behörden und das Verwaltungsverfahren. Die Länder sind zum Erlass entsprechender Ausführungsgesetze und zur verwaltungsmäßigen Ausführung aus dem Grundsatz der Bundestreue heraus verpflichtet.
Der Bund darf seine Gesetze also nicht selbst ausführen, ihm steht kein Selbsteintrittsrecht zu. Nur im Falle einer Gesetzesausführung durch bundeseigene Verwaltung oder durch bundesunmittelbare Körperschaften oder Anstalten des öffentlichen Rechts darf der Bund die eigenen Gesetze ausführen (Art. 86 GG). Da die Bundesländer im Regelfall für die Ausführung der Bundesgesetze als eigene Angelegenheiten zuständig sind, tragen sie nach Art. 104a Abs. 1 GG die durch die Erfüllung der Verwaltungsaufgaben entstehenden Zweckausgaben.